# Cascades Cohoes
Les cascades Cohoes són unes cascades del riu Mohawk compartides entre la ciutat de Cohoes i el poble de Waterford, Nova York (Estats Units d'Amèrica).

## Història
Descobertes pels indígenes, les cascades van ser anomenades Ga-ha-oose o Ga-ho'n'-yoos pels mohawks, que es creu que significa «Lloc on cau la canoa». L'historiador cohoès, Arthur Masten, va escriure en la seva història de 1880 que el nom podria significar «sots en el riu», referint-se als sots que apareixen a la llera quan està seca. A la tradició oral dels haudenosaunee (iroquesos), les cascades Cohoes són el lloc on el Gran Pacificador va realitzar una gesta de fortalesa sobrenatural, i va convèncer el poble mohawk de convertir-se en els fundadors de la Lliga de Nacions Iroquesa (o Confederació). Alguns historiadors creuen que els mohawks van posar en marxa la Confederació al 1142, encara que altres experts informen de dates que van des de 1450-1650.
Celebrades pels viatgers del segle xviii en cartes i revistes, les cascades Cohoes, també anomenades «Les Grans Cascades Mohawk», van ser considerades com les segones més belles cascades de l'Estat de Nova York després de les cascades Niàgara. El 1804, el poeta nacional d'Irlanda, Thomas Moore, va visitar les cascades i va escriure un pean a la bellesa de les cascades: «Línies escrites a les Cohoes, o cascades del riu Mohawk».
El 1831, els caps municipals van construir una presa a través del riu Mohawk per aprofitar el poder de les caigudes d'aigua per alimentar les turbines de la florent indústria tèxtil. Durant les properes dècades, l'empresa predominant, Harmony Mills, es va convertir en el major fabricant de cotó als Estats Units, gràcies al control dels drets d'aigua locals. Quan tots els molins es van tancar arran de la Gran Depressió, els caps de la ciutat van deixar de banda el potencial de les cascades pel turisme. Ells van arrendar els drets de flux d'aigua a una sèrie de companyies elèctriques, incloent-hi Niagara Mohawk i Orion Power.
El canal d'Erie va ser planejat per superar la barrera de navegació de les cascades Cohoes. La «Fossa de Clinton» original (el canal d'Erie de 1825), va ser construïda a través de la ciutat de Cohoes. El canal ampliat més tard va ser arranjat, però encara passava per la ciutat de Cohoes. El Canal de Barge, que es va inaugurar el 1918, no passa per sobre les cascades Cohoes i passa pel poble de Waterford a través de Waterford Flight.

## Descripció
Les cascades Cohoes tenen 28 m d'alçària i 305 m d'ample. El seu cabal és més impressionant a la primavera, de vegades sent de 2.500 m³/s, però a mesura que la temporada canvia, hi ha menys aigua per a les cascades, ja que gran part del flux es desvia a la presa Crescent del Canal de Barget. La major part de l'aigua encara es desvia per generar energia; part de l'aigua es desvia per al subministrament d'aigua de Cohoes. Durant l'estiu, les cascades són pràcticament seques i revelen les formacions de roques de pissarra que tenen la seva pròpia bellesa. El flux mitjà de 87 anys del riu Mohawk a Cohoes és de 980 m³/s, incloent l'aigua desviada a la central hidroelèctrica i al canal d'Erie.